# TaxiCard

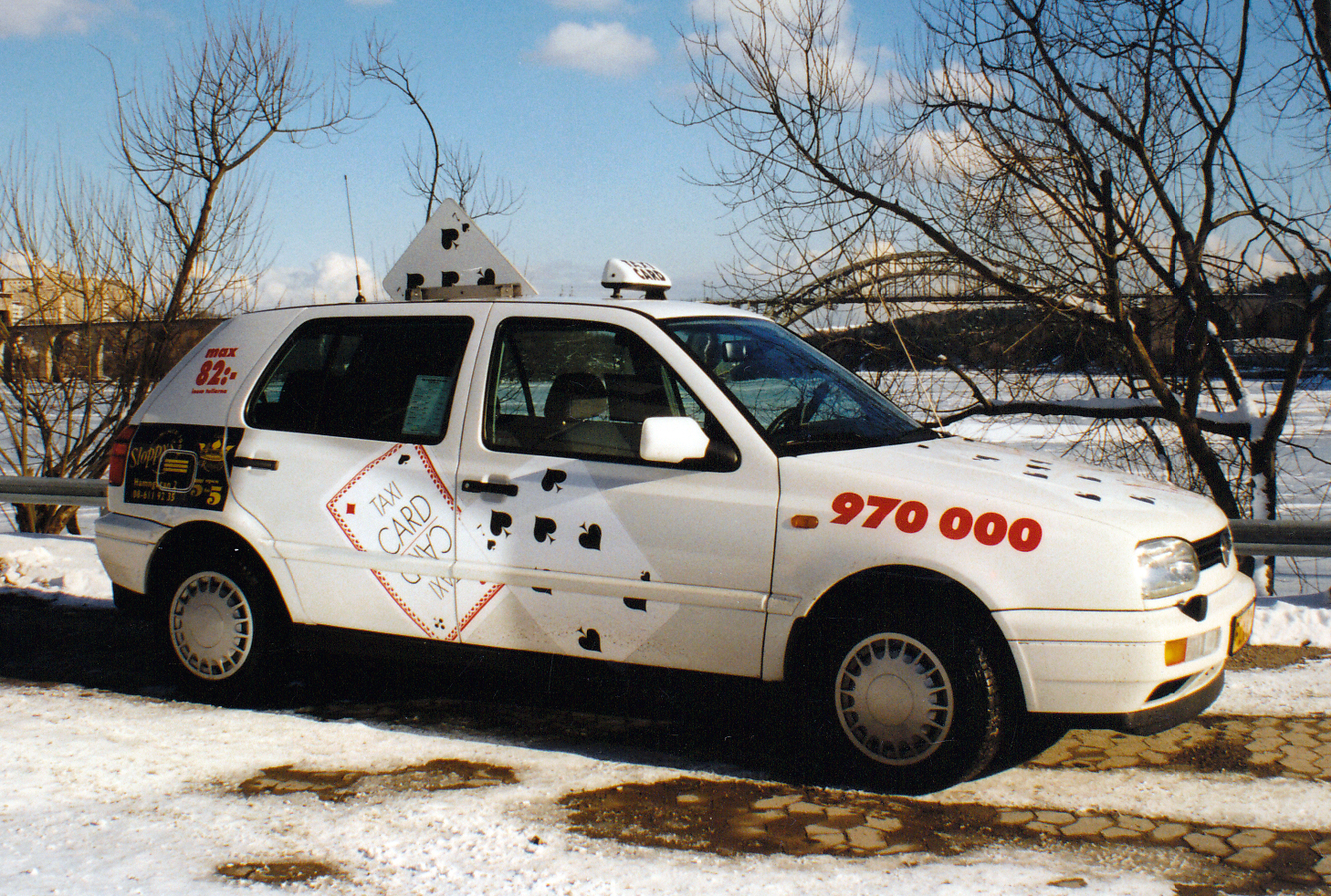
TaxiCard-bil 1997

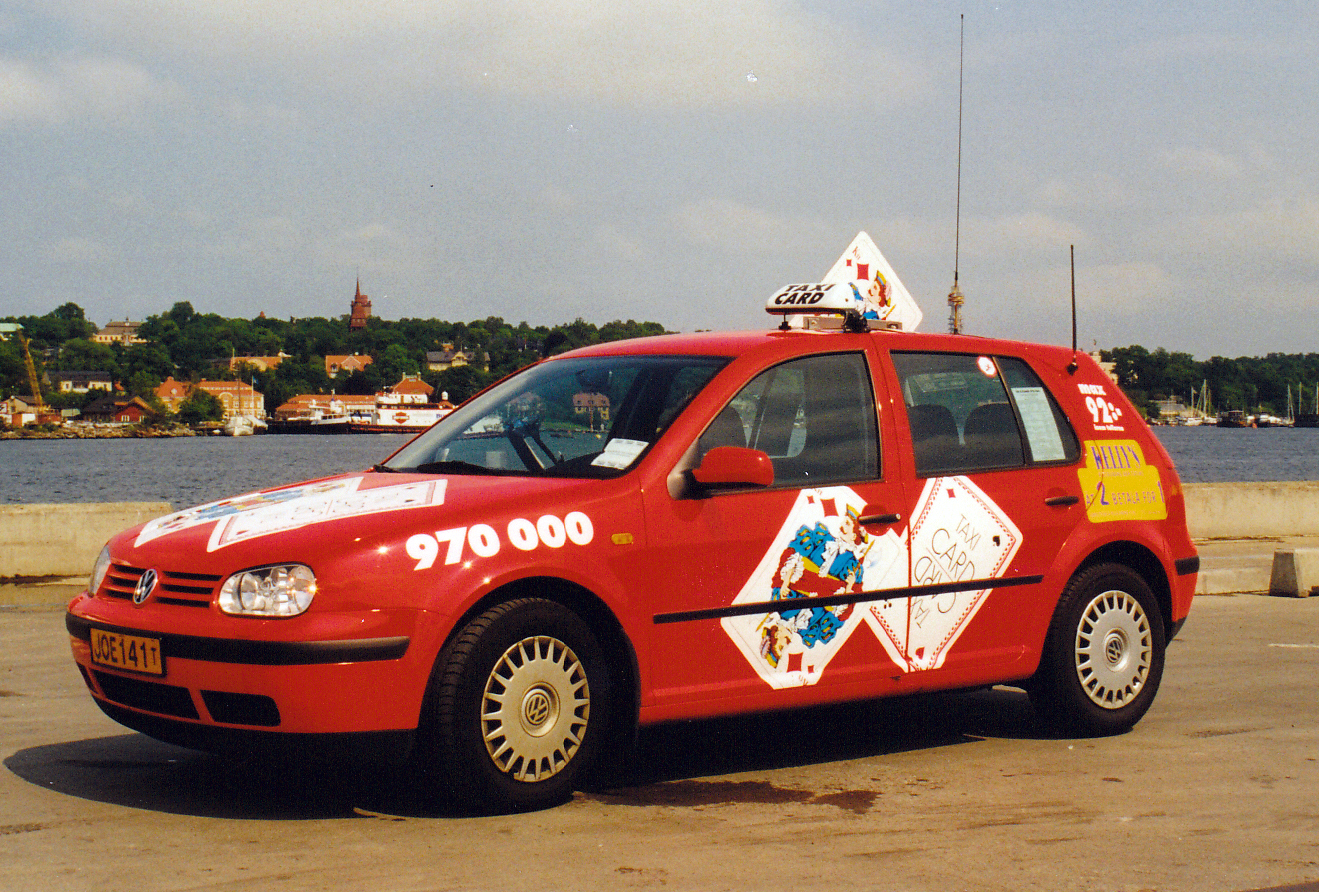
TaxiCard-bil 1997

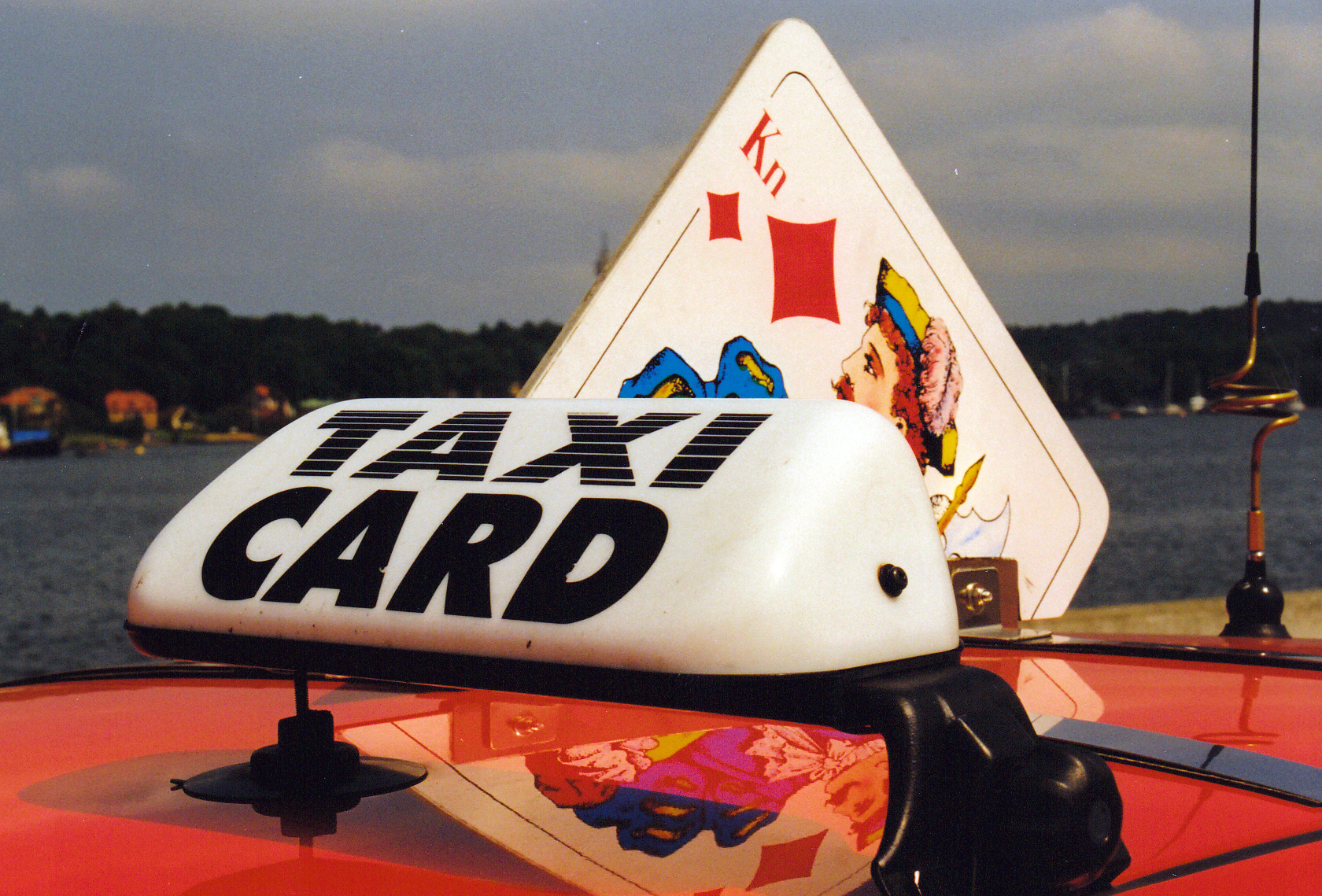
Taklampa och spelkort på taket

TaxiCard i Storstockholm AB var ett mindre taxibolag i Stockholm som startades 1993. Affärsidén var att med mindre bilar och lägre priser slå sig in på Stockholms taximarknad. Bilarna bestod till en början av vita och röda Seat Ibiza med spelkort på sidorna och ett spelkort som stack upp på taket. Förebild var bland annat Minitaxi som något år tidigare startats i Malmö. Förutom de iögonfallande bilarna gjorde TaxiCard sin kända genom att införa ett maxpris inom tullarna som 1993 låg på 56 kronor.
Vid starten i september 1993 hade bolaget 27 bilar vilket senare utökades.
1 januari 1997 köptes TaxiCard av TaxiKurir i Stockholm. TaxiCard hade då 104 bilar i trafik. 12 januari 1998 flyttades TaxiCards beställningscentral till TaxiKurirs lokaler i Årstadal, Liljeholmen.
TaxiCard lades ner 30 juni 2002.
TaxiCard återlanserades 2009 men ett år senare bytte företaget namn till Two Dices.